# Ingolf Gritschneder
Ingolf Gritschneder (* 3. September 1955 in Wuppertal) ist ein deutscher Journalist und Rechtsanwalt. Er begann seine journalistische Tätigkeit als Reporter beim Kölner Stadt-Anzeiger, schrieb dann auch für die Süddeutsche Zeitung, die Zeit und die Welt. Seit 1988 arbeitet er als Fernseh-Autor vorwiegend für den WDR.

## Reportagen (Auswahl)
- die story: Reiche Bürger – Arme Stadt (2012), WDR-Fernsehen,[1] über mangelhafte Unternehmenssteuer-Zahlungsmoral der Unternehmen in Bergisch Gladbach
- Profit um jeden Preis – Markt ohne Moral (2007), ARD
- Unter tödlichem Verdacht – Der Bayer-Konzern und sein "Wundermittel" Trasylol (2007) ARD
- die story: Milliarden-Monopoly (Juli 2005), WDR-Fernsehen
- die story: Adel vernichtet – Der bemerkenswerte Niedergang des Bankhauses Oppenheim, (2011)[2][3]
- die story: Die Abrechnung (2012), WDR-Fernsehen (die Verwicklungen von UKE und Josef Esch und der Bela Foundation und der Niedergang von Quelle)
- Die Spur der Schlange, Dokumentation 2015, WDR/SRF
- die story: Jeder gegen jeden (2015), WDR-Fernsehen (die Verwicklungen von Oppenheim-Esch, Middelhoff, Karstadt und Arcandor)
- die story: Der Milliarden-Maurer vom Rhein (2019), Das Erste (Doku zur Filmsatire Der König von Köln)
- Die Saat der Gier – die Bayer-Monsanto-Fusion[4]

## Auszeichnungen
- 1996 und 2010: Deutscher Wirtschaftsfilmpreis
- 2005: Leuchtturm-Preis des Netzwerks Recherche[5]
- 2005: Journalistenpreis des Bundes der Steuerzahler
- 2007: Otto-Brenner-Preis für die tag7-Folge Profit um jeden Preis – Markt ohne Moral[6][7]
- 2010: Georg von Holtzbrinck Preis für Wirtschaftspublizistik in der Sparte Elektronische Medien, Deutscher Wirtschaftsfilmpreis, jeweils zusammen mit Georg Wellmann
- 2011: Deutscher Fernsehpreis 2011 (Beste Reportage) für die story: Adel vernichtet – Der bemerkenswerte Niedergang des Bankhauses Oppenheim zusammen mit Georg Wellmann
- 2019: Green Screen